# Parechinus
Parechinus is een geslacht van zee-egels uit de familie Parechinidae.

## Soorten
- Parechinus angulosus (Leske, 1778)